# Thin Lizzy (álbum)
Thin Lizzy es el álbum debut de la banda irlandesa de hard rock Thin Lizzy, lanzado a través de Deram Records el 30 de abril de 1971.

## Lista de canciones
1. "The Friendly Ranger at Clontarf Castle" (Eric Bell, Phil Lynott) – 2:57
2. "Honesty Is No Excuse" (Lynott) – 3:34
3. "Diddy Levine" (Lynott) – 3:52
4. "Ray-Gun" (Bell) – 2:58
5. "Look What the Wind Blew In" (Lynott) – 3:16
6. "Éire" (Lynott) – 2:04
7. "Return of the Farmer's Son" (Brian Downey, Lynott) – 4:05
8. "Clifton Grange Hotel" (Lynott) – 2:22
9. "Saga of the Ageing Orphan" (Lynott) – 3:39
10. "Remembering, Pt. 1" (Lynott) – 5:57

Cuando se reeditó el álbum en CD en 1990, se añadieron las cuatro pistas que aparecían en el "New Day" EP:
1. "Dublin" (Lynott) – 2:27
2. "Remembering, Pt. 2 (New Day)" (Bell, Downey, Lynott) – 5:06
3. "Old Moon Madness" (Lynott) – 3:56
4. "Things Ain't Workin' Out Down at the Farm" (Lynott) – 4:32

### Sencillos
- "The Farmer" / "I Need You" (John D'Ardis) - 31 de julio de 1970 (Irlanda solo)
- "New Day" EP - 20 de agosto de 1971 (Reino Unido e Irlanda solo)

## Personal
- Eric Bell - guitarra, guitarra doce cuerdas
- Brian Downey - batería, percusión
- Phil Lynott - bajo, voz, guitarra acústica
- Eric Wrixon - Teclados